# Crkva sv. Roka u Vrisniku
Crkva sv. Roka je rimokatolička crkva u selu Vrisniku, općina Jelsa, na adresi Vrisnik 60.

## Opis
Nalazi se na prilazu župnoj crkvi sv. Antuna Opata, na sjevernom rubu naselja Vrisnik. U crkvi je drveni kip sveca.

## Zaštita
Pod oznakom Z-4944 zavedena je, zajedno s crkvom Sv. Ante Opata, kao nepokretno kulturno dobro - pojedinačno, pravna statusa zaštićena kulturnog dobra, klasificirano kao "sakralne građevine".